# Blagoje Nešković
Blagoje Nešković (serbio cirílico: Благоје Нешковић; Kragujevac, 1907 - Belgrado, 1986) fue un médico, militar y político yugoslavo de origen serbio. Participó como brigadista en la guerra civil española y junto al Ejército Partisano en la Segunda Guerra Mundial, y fue Primer ministro de Serbia entre 1945 y 1948. En 1952 fue apartado de todos sus cargos tras ser acusado de estalinismo durante el cisma del Informbiro.

## Biografía
Nació el 11 de febrero de 1907 en la ciudad de Kragujevac, entonces parte del Reino de Serbia. Cursó la escuela primaria en Kragujevac, y acudió a la escuela secundaria en Belgrado. En 1933, se graduó en la Facultad de Medicina de la Universidad de Belgrado. En el año 1935 se convirtió en miembro del Partido Comunista de Yugoslavia.
En 1937 se trasladó como voluntario para participar junto a las Brigadas Internacionales en la guerra civil española, en apoyo de la II República. Se desempeñó como médico en el batallón Đuro Đaković de la 129.ª Brigada Internacional, compuesto mayoritariamente por brigadistas yugoslavos. Tras el colapso de la república, retornó a Belgrado, donde trabajó como médico. En esa época fue nombrado secretario del comité provincial del Partido Comunista de Serbia.
Tras el ataque alemán contra Yugoslavia, al inicio de la Segunda Guerra Mundial, pasó a la clandestinidad y se unió a los Partisanos yugoslavos, participando en actividades de insurgencia en la Serbia ocupada. Desde diciembre de 1941, fue miembro del Comité de Liberación Nacional de Serbia, del Consejo Antifascista de Liberación Nacional de Yugoslavia (AVNOJ) y de la Asamblea Antifascista de Liberación Popular de Serbia (ASNOS).
Tras la liberación de Serbia, y el triunfo partisano, participó en el congreso del Partido Comunista de Serbia, en mayo de 1945, en que fue elegido secretario del Comité Central, sirviendo en este cargo hasta 1948. En el Sexto Congreso del Partido Comunista de Yugoslavia, en julio de 1948, fue elegido miembro del Politburó del Comité Central, junto a Josip Broz Tito, Edvard Kardelj, Aleksandar Ranković, Milovan Đilas, Franc Leskošek, Moša Pijade, Boris Kidrić, Ivan Gošnjak, Svetozar Vukmanović Tempo, Đuro Salaj, Đuro Pucar, Lazar Koliševski y Vladimir Bakarić.
En el período transcurrido entre 1945 y 1948, ocupó el cargo de Primer ministro de la República Socialista de Serbia. En 1952, fue nombrado vice primer ministro de la República Federal Popular de Yugoslavia.
En octubre de 1952, el Politburó del Partido Comunista de Yugoslavia nombró una comisión (integrada por Milovan Đilas, Aleksandar Ranković, Spasenija Cana Babović y Dušan Petrović Šane) para investigar a Nešković y otros dirigentes acusados de apoyar la resolución del Cominform de noviembre de 1952 de excluir a Yugoslavia a causa de sus disensiones con la Unión Soviética. Acusado de estalinismo, Nešković fue apartado del partido y de todos sus cargos políticos, dedicándose a la labor científica. Fue asesor científico y director del Laboratorio de Oncología Experimental de la Facultad de Medicina de la Universidad de Belgrado. Murió en esta ciudad el 11 de noviembre de 1986.